# Brasília Basquete de 2012
A Brasília Basquete (Braba) de 2012 foi uma competição brasileira de basquete masculino adulto organizada pela liga de clubes do Distrito Federal, com a chancela da Federação de Basquetebol do Distrito Federal (FBDF). Foi a primeira edição do torneio , que serve como classificatório para Copa Brasil Centro-Oeste que, por sua vez, assegura uma vaga na Super Copa Brasil de Basquete. 
A competição foi disputada por dez equipes, sendo oito com sede no Distrito Federal e duas com sede em Goiás. Todas as 118 partidas da Braba 2012 foram disputadas no ginásio da Faculdade Planalto - Iesplan, na Asa Sul, em Brasília.

## Regulamento
A Braba 2012 se iniciou em agosto, com as dez equipes participantes jogando entre si, em turno e returno na fase de classificação. Ao final dos dois turnos as quatro melhores equipes se classificaram para as semi-finais, enquanto as equipes restantes disputaram um hexagonal classificatório para a final da Taça de Prata, que definiu o 5º lugar da competição. 
Além de final, disputa de 3º lugar e final da Taça de Prata, também houve jogos para a definição de 7º e 9º lugares.

## Primeira Fase

### Classificação
(*) A equipe Evolução perdeu um ponto devido a uma derrota por W.O.

## Taça de Prata

### 9º Lugar
| 15 de dezembro 12:00 |  | União São Sebastião | 95–73 | Luziânia Basquete |  | Ginásio da Faculdade Planalto - Iesplan |  |

### 7º Lugar
| 15 de dezembro 13:45 |  | Bronko Basquete | 43–59 | UnB |  | Ginásio da Faculdade Planalto - Iesplan |  |

### 5º Lugar (Taça de Prata)
| 13 de dezembro 15:30 |  | Parque | 66–68 | Evolução |  | Ginásio da Faculdade Planalto - Iesplan |  |

## Finais
|  | Semi-Finais       | Semi-Finais       | Semi-Finais |  |  | Final             | Final             | Final |
|  |                   |                   |             |  |  |                   |                   |       |
|  | Planalto Basquete | Planalto Basquete | 56          |  |  |                   |                   |       |
|  | Ascesa Basquete   | Ascesa Basquete   | 51          |  |  | Planalto Basquete | Planalto Basquete | 79    |
|  | Vizinhança        | Vizinhança        | 78          |  |  | Vizinhança        | Vizinhança        | 39    |
|  | Avabra Brasília   | Avabra Brasília   | 57          |  |  |                   |                   |       |
|  |                   |                   |             |  |  |                   |                   |       |
|  |                   |                   |             |  |  |                   |                   |       |
|  |                   |                   |             |  |  |                   |                   |       |

### 3º Lugar
| 15 de dezembro 17:15 |  | Ascesa Basquete | 81–78 | Avabra Brasília |  | Ginásio da Faculdade Planalto - Iesplan |  |

### Final
| 15 de dezembro 19:00 |  | Planalto Basquete | 79–39 | Vizinhança |  | Ginásio da Faculdade Planalto - Iesplan |  |

## Premiação
| Brasília Basquete Braba de 2012 |
| Distrito Federal (Brasil)       |
| ------------------------------- |
| Planalto Basquete (1º título)   |

### Cestinhas
- 437 pontos - Gleison,  Evolução
- 436 pontos - Alexandre Castro,  Avabra Brasília
- 371 pontos - Hans,  Planalto Basquete